# Philoliche elegans
Philoliche elegans är en tvåvingeart som först beskrevs av Jacques-Marie-Frangile Bigot 1892.  Philoliche elegans ingår i släktet Philoliche och familjen bromsar. Inga underarter finns listade i Catalogue of Life.